# Пољопривреда Велса
Пољопривреда у Велсу је у прошлости била главни део привреде Велса, претежно руралне земље која је део Уједињеног Краљевства . Велс је планински и има благу, влажну климу. Ово доводи до тога да је само мали део земљишне површине погодан за ратарске усеве, али је трава за испашу стоке присутна у изобиљу. Као пропорција националне економије, значај пољопривреде је знатно смањен; висок проценат становништва сада живи у градовима на југу земље и туризма постао важан облик прихода на селу и на приморју. Ратарство је ограничено на равније делове, а на другим местима преовлађују млекарство и сточарство.
Имања у Велсу обично су мала и послују као породичне фарме. Пољопривредне културе и хортикултура ограничени су на југоисточни Велс, велшке маршеве, североисточни део земље, обалне рубове и веће речне долине. Осамдесет процената земље је класификовано као „подручје са мање предности“. Производња млека се одвија на побољшаним пашњацима у равничарским пределима, а говеда и овце се пасу на висоравнима и маргиналним земљиштима. Већи део земље на вишим надморским висинама је пространа земља за шетњу за овце и на њој пасу издржљиве велшке планинске овце што лутају по вољи. Као и у другим деловима Уједињеног Краљевства, пољопривреда је била под великим притиском, што је довело до смањења броја људи запослених на земљи, спајања поседа и повећања пољопривреде са скраћеним радним временом. Сеоске куће су коришћене за преноћиште или претворене у смештај за самосталан боравак, а фармери су се преусмерили на туристичке и друге активности. Пољопривреда у Велсу је у великој мери субвенционисана Заједничком пољопривредном политиком Европске уније, а влада Велса је увела неколико шема осмишљених да подстакне пољопривредну заједницу да сарађује у бризи за своју земљу на еколошки одржив начин.

## Преглед
Клима и топографија Велса су такви да је велики део земље неподесан за ратарске усеве, а сточарство је традиционално у фокусу пољопривреде. Велс је формиран од изложеног планинског региона преко 600 m (2.000 ft) на северозападу земље, који обухвата већи део данашњег Гвинета и планинског подручја киселих мочвара између 600 и 2.000 стопа (200 и 600 м), са приобални појас равнијег али још увек таласастог земљишта. Ово се састоји од долине Гламорган, Монмутшира, велшких маршева, Флинтшира и Денбишира, обалне равнице Северног Велса, острва Англси, приобална равница у заливу Кардиган и Пемброкшир, и то су главне обрадиве површине. Блага атлантска клима са претежно западним ветровима даје земљи велику количину падавина; у брдима може бити 80 in (200 cm) или више, а на обали 50 in (130 cm).
У поређењу са другим деловима Уједињеног Краљевства, Велс има најмањи проценат обрадивог земљишта (6%) и знатно мању површину грубе испаше и брдског земљишта од Шкотске (27% према 62%).  Млекарска индустрија је добро развијена у повољнијим деловима земље, сточарство се узгаја у планинским пределима, док се планинска подручја у великој мери користе за узгој оваца. У Велсу постоји 1.600.000 ha (4.000.000 acres) пољопривредног земљишта, а осамдесет процената земље је класификовано као „подручје са мање предности“.

## Историја
Између 400. и 800. године нове ере, након пропасти Римског царства у Британији, земљиште је очишћено од шума у Велсу, што је подразумевало експанзију пољопривреде.
У средњем веку, земљиште је у одређеној мери држано колективно у Јужном Велсу, као у феудалној Енглеској, са селима окруженим отвореним пољима са гребенима и браздама. Насупрот томе, у Северном Велсу, фармери који живе у истом засеоку можда су сарађивали у мери у којој су делили тимове за плугове, али земљу су држали појединци. Током средњег века, овце су биле мање значајне од издржљивог планинског говеда. Велшки средњовековни земљишни поседи, међутим, били су поремећени делимичним наслеђем (где је сва земља подељена између свих синова земљопоседника), стварајући мале фарме које су често тонуле у сиромаштво. Патентибилно наслеђе је укинуо парламент 1542.
До раног модерног доба, феудални систем Јужног Велса је пропао и отворена поља су ограђена на комаде, по договору између погођених фармера, остављајући село независних фарми. На северу, фармери су наставили да живе у засеоцима, који су се, према извештају из 15. века, састојали од девет кућа које су користиле „једну орачку запрегу, једну пећ, једну кладионицу, једну мачку, једног петла и једног сточара“.
Главна фармска животиња у низији остала је говеда све до 18. века. У брдима су се чувале овце, а ако се гајила нека житарица, то је био зоб. Практикован је трансхуманизам, људи су се селили са својим животињама са ниске фарме "хендре" зими, у планинску "хафод" фарму лети. Трансхуманизам је опадао кроз 18. век и урушио се на свом крају како је земљиште било ограђено, и узвисине и низије. Преко 81.000 хектара велшке заједничке земље је брзо ограђено и припојено постојећем земљопоседу између 1793. и 1815.
Године 1801. становништво Велса је било 587 хиљада, а већина њих би живела у руралним подручјима и била запослена у пољопривреди. До 1911. године број становника је нарастао на 2,4 милиона, од којих је више од половине живело у Гламоргану и Монмутширу, где су били запослени у рударству, челика и другим индустријама. Дошло је до померања са земље са многим становницима руралног запада који су емигрирали 1830-их и 1840-их и мигрирали у градове у другој половини деветнаестог века. До 1911. пољопривреда је била мања индустрија у Гламоргану, а радна снага мигранта из Енглеске је била потребна да би се помогло у жетви. Сеоске занатлије су такође изгубљене и њихова залиха је допуњена из депресивних области југозападне Енглеске и масовним досељавањем из Ирске.
Велики део земље је био у поседу великих земљопоседника и дат је фармерима закупцима у поседи мањим од 100 ари (40 ха), често са зградама у лошем стању. Станари су били превише сиромашни да би плаћали веће закупнине, тако да су власници земљишта били мрски да врше побољшања као што је одводњавање земљишта. 
Године 1914. у Велсу је било 914.000 ha (2.260.000 acres) трајних травњака и 140.000 ha (350.000 acres) кукуруза. У пољопривредне сврхе користило се 86.000 коња, 807.000 грла говеда, 237.000 свиња и 3.818.000 оваца.
У 2014. години, у Велсу је било 1.048.000 хектара под сталном травом, још 437.000 хектара су били груби травњаци, 87.000 хектара су биле шуме и 239.000 хектара су биле оранице (укључујући привремену траву). У статистици се не помиње број коња за пољопривредне потребе, али је у земљи било 290.000 музних крава, 214.000 осталих говеда, 28.400 свиња и 9.739.000 оваца. Постојало је и 945 ораница и хортикултурних газдинстава, 1.753 фарме млека, 12.650 фарми говеда и оваца, 95 специјализованих јединица за свиње и 426 специјализованих јединица за живину.

## Врсте пољопривреде
Пољопривредне културе које се узгајају у Велсу укључују пшеницу, јечам, репично уље и кукуруз за сточну храну. Нови кромпир са полуострва Говер и Пемброкшира доступан је почетком сезоне. Хортикултура је у дугорочном паду, са површинама земљишта које се обрађује за кромпир, поврће, меко воће и воћњаке преполовљене од 1960-их на око 30.000 хектара (74.000 хектара). Генерално, Велс производи само око 20% хортикултурних производа који се конзумирају у земљи.
Органска пољопривреда сада покрива више од 35.000 хектара Велса. Хортикултурни производи који се највише узгајају органски укључују кромпир, купус и салате. На тржишту се продаје велшко органско млеко, као и органски сиреви и јогурти.
Млекарство је економично само у Велсу са довољно великим стадом у продуктивном низијском подручју. Ручна мужа неколико крава у бачви је прошлост и данас се стада музу машински у модерним млекарама, два или три пута дневно. Млеко пролази цевоводом до хладњака и складишти се у хлађеном резервоару за расути терет и свакодневно се сакупља цистерном за млеко. Уопштено говорећи, краве лети пасу на отвореном, а зиму проводе под заклоном, често у боксовима, а највећи део њихове хране чини силажа. Цене млека једва покривају трошкове производње, марже су мале, а породичних фарми млека је све мање сваке године.  Године 2014. било је 1855 произвођача млека у Велсу, што је годишњи пад од 1,23% од 2011, али је број помузених крава био скоро статичан на 223.000.
Низијске сточарске фарме се углавном концентришу на говеда и различите расе оваца, али постоје и мале јединице које производе ређе животиње укључујући козе, јелене, алпаку, гванако, ламе, биволе и нојеве, као и специјализоване фарме свиња и живине. Већина говеда је сада смештена зими, а главна храна им је силажа. Усвојени системи укључују краве дојиље, где теле гаји његова мајка, и откуп и узгој младих јунади. Нека од њих су укрштена телад, нуспроизвод млечне индустрије, где се млечна крава ставља у шароле, лимузен, ангус, херефорд или сличне говеђе бикове. Многе од ових „продавница” се касније продају у друге делове Уједињеног Краљевства за тов. Сектор говедине у Велсу је у спором паду; 2011. у Велсу је било око 220.000 говеда старијих од две године.
Планинске и брдске фарме обезбеђују испашу за издржљиве расе говеда као што су велшки црнци и велшке планинске овце. Говеда се обично смештају зими, а лети могу да пасу на отвореном брду. Гажење њихових копита помаже у контроли паприке и хране се широком лепезом вегетације и крупним чуперцима траве са којима овце не могу да се изборе. Овце се током целе године углавном „подижу” на неограђеној отвореној падини. Овде се знају снаћи, знају где да пасу у различито доба године и где да се склоне. Мушка јагњад се користе за месо, а већина женки се задржава на брду као замена јата. Остареле овце се премештају на ниже надморске висине и укрштају са равничарским овновима да би се добиле овце велшке мазге, који се затим користе за узгој.

## Сточарство
У 2013. години, у Велсу је било 1.094.644 говеда, укључујући 223.208 музних крава и 174.100 крава јунади, старих две године или више. Укупан број оваца и јагњади износио је 9.460.692, од чега је 4.003.581 оваца или заменских женки задржаних за приплод. Осим тога, било је 24.890 свиња, 10.475 коза и 50.381 коња. Јато живине је износило укупно 8.736.547 јединки, укључујући 6.079.114 стоних птица (бројлера).
Црно велшко говедо је традиционална раса Велса. Ове издржљиве краве са роговима и чупавом длаком могу да напредују на пашњацима лошег квалитета и мочварним површинама и могу се користити за обезбеђивање млека и говедине.  Велики број је узгајан у Велсу и пешке тјеран да би се товио у Енглеској за продају на енглеским тржиштима. На велшким фармама коришћени су за вучу плугова, а понекад и вагона током деветнаестог века, и били су цењена имовина по којој се могло проценити богатство човека. Данас су многи укрштани са шароле, лимузином или херефордским биковима, али се чисто расна стада још увек могу наћи у многим деловима висоравни.
Велшка планинска овца је издржљива раса која може да живи из планинских станишта у којима проводе целу годину. Будући да су вешти у експлоатацији свог окружења, они имају локално знање о својим планинама и препуштени су сами себи, окупљају се једном или два пута годишње. Првобитно често рогати, различитих нијанси браон или црне боје, често су били лоше конформације и разбарушеног изгледа. У скорије време, научни узгој их је унапредио и извезени су у многе делове света. Оне чине део порекла разних локалних раса оваца у Велсу, Ланвеног, Лејн оваца, Кери Хил, јазавчевог лица, велшке мазге и Беула са шареним лицем.  У руралним областима, овце су и даље важан део живота са локалним изложбама стоке и огледима овчарских паса који се одржавају сваке године.
Свиње нису један од главних облика стоке на велшким фармама иако постоје неке специјализоване јединице. Некада су се у малом броју држали на салашима и код сеоских и градских викендаша. У двадесетом веку, многи рудари у долинама Јужног Велса и даље су држали свињу у шталу у дворишту, да би их убијали ради производње свеже и слане свињетине, сланине, пудера и црног пудинга. Године 2011. у Велсу је било 25.600 свиња, мање од половине броја који је био присутан деценију раније.

## Пољопривреда данас
Пољопривреда у Велсу је у великој мери субвенционисана Заједничком пољопривредном политиком Европске уније при чему пољопривредници добијају годишње уплате за површину коју обрађују. Нова шема је објављена 2014. године; након прелазног периода који траје до 2019. године, низинске фарме ће добити скоро 200 фунти по хектару, док ће фарме у угроженим областима добити 166 фунти. Укупна уплата за Велс између 2014. и 2020. износиће 1.870 милиона фунти, али ће се нешто од тога (15%) користити за пројекте руралног развоја.
Приходи на фармама су током година пали као резултат политике јефтине хране у Уједињеном Краљевству, снижавања светских цена робе и укидања субвенција заснованих на производњи. Нарочито тешко погођени су приходи брдских фарми у Велсу који су у просеку износили 15.000 фунти у 2014, у поређењу са 23.000 фунти за фарме у равници и 59.000 фунти за фарме млека.  Радна снага је опадала дуги низ година као резултат повећане механизације и промена у пољопривреди. Данас је потребно мање фармера јер су у могућности да производе више хране са своје земље. Сено више није главни извор зимске хране за стоку и у великој мери је замењено силажом, посебно балирана силажа умотана у фолију којом се може руковати механички. Ово је смањило потребну радну снагу на фармама, а дошло је и до повећања употребе специјализованих извођача од стране фармера који пружају услуге у производњи силаже, жетви и ограђивању.  Још један проблем са којим се суочавају велшки фармери је њихова удаљеност од главних дистрибутивних центара које користе супермаркети који се углавном налазе у близини центара становништва у Енглеској.
Да би повећали своје приходе, многи фармери су се диверзификовали; просечан приход од непољопривредних пословних активности на фармама у Велсу у 2013/2014. био је 4.900 фунти.
Активности у вези са туризмом су чиниле велики део овога; ово је укључивало смештај са ноћењем и доручком, смештај за самосталан боравак у сувишним помоћним зградама или наменски изграђеним јединицама, бункере за шетаче и пружање услуга у вези са храном у кафићима, ресторанима, продавницама на фарми, и на пијацама.  Неки фармери обезбеђују просторе за слободно време и рекреацију у затвореном и на отвореном, укључујући пејнтбол, игре ласерске борбе, трекинг понија, брдски бициклизам и многе друге активности. Каравани, кампови и паркинг обезбеђују алтернативно коришћење земљишта, а ветротурбине могу да обезбеде додатни приход од земљишта које се још увек обрађује на нормалан начин.
Промене у пољопривредним праксама, посебно одводњавање земљишта, интензивније коришћење травњака и уклањање живих ограда, утицали су на дивље животиње у Велсу. Узроци пада су сложени и фактори као што су климатске промене такође играју улогу. Током година постојале су различите иницијативе осмишљене да помогну фармерима да диверзификују и узгајају на еколошки прихватљив начин. Тир Цимен је био план који је имао за циљ очување традиционалних пејзажа, а пратио га је Тир Гофал, који је подстицао стварање бара и мочвара, садњу шума и очување живих ограда. Оба су сада затворена за нове учеснике. Најновија иницијатива је Гластир, што је објективније од претходних шема,  које нуди финансијску подршку учесницима, са специфичним циљевима борбе против климатских промена, побољшања управљања водама и одржавања и унапређења биолошке разноврсности.